# Sèchery
Sèchery est un hameau de la commune belge de Libin située en Région wallonne dans la province de Luxembourg. Avant la fusion des communes de 1977, il faisait partie de la commune de Redu.
Situé à moins d’un kilomètre au nord-ouest de Redu dans un vallon profond et boisé, ce hameau pittoresque compte plusieurs fermes à colombages.